# العلاقات الكولومبية الموريتانية
العلاقات الكولومبية الموريتانية هي العلاقات الثنائية التي تجمع بين كولومبيا وموريتانيا.

## مقارنة بين البلدين
هذه مقارنة عامة ومرجعية للدولتين:
| وجه المقارنة                                              | كولومبيا        | موريتانيا                 |
| --------------------------------------------------------- | --------------- | ------------------------- |
| المساحة (كم2)                                             | 1.14 مليون      | 1.03 مليون                |
| عدد السكان (نسمة)                                         | 49.07 مليون     | 4.42 مليون                |
| الكثافة السكانية (ن./كم²)                                 | 43.04           | 4.29                      |
| العاصمة                                                   | بوغوتا          | نواكشوط                   |
| اللغة الرسمية                                             | اللغة الإسبانية | اللغة العربية، لغة فرنسية |
| العملة                                                    | بيزو كولومبي    | أوقية موريتانية، أوقية ‏   |
| الناتج المحلي الإجمالي (بليون دولار)                      | 309.19 مليار    | 5.02 مليار                |
| الناتج المحلي الإجمالي (تعادل القوة الشرائية) بليون دولار | 724.96 مليار    |                           |
| الناتج المحلي الإجمالي الاسمي للفرد دولار أمريكي          | 7.60 ألف        |                           |
| الناتج المحلي الإجمالي للفرد دولار أمريكي                 | 13.36 ألف       | 3.91 ألف                  |
| مؤشر التنمية البشرية                                      | 0.720           | 0.506                     |
| رمز المكالمات الدولي                                      | +57             | +222                      |
| رمز الإنترنت                                              | .co             | .mr                       |
| المنطقة الزمنية                                           | 00              | 00                        |

## منظمات دولية مشتركة
يشترك البلدان في عضوية مجموعة من المنظمات الدولية، منها:
| علم المنظمة | اسم المنظمة                               | تاريخ انضمام كولومبيا | تاريخ انضمام موريتانيا |
| ----------- | ----------------------------------------- | --------------------- | ---------------------- |
|             | البنك الدولي للإنشاء والتعمير             | 24 ديسمبر 1946        | 10 سبتمبر 1963         |
|             | منظمة التجارة العالمية                    | ?                     | 31 مايو 1995           |
|             | المركز الدولي لتسوية المنازعات الاستشارية | 14 أغسطس 1997         | 14 أكتوبر 1966         |
|             | منظمة حظر الأسلحة الكيميائية              | ?                     | ?                      |
|             | الأمم المتحدة                             | 5 نوفمبر 1945         | 27 أكتوبر 1961         |
|             | منظمة الشرطة الجنائية الدولية             | ?                     | ?                      |
|             | وكالة ضمان الاستثمار متعدد الأطراف        | 30 نوفمبر 1995        | 8 سبتمبر 1992          |
|             | يونسكو                                    | 31 أكتوبر 1947        | 10 يناير 1962          |
|             | مؤسسة التنمية الدولية                     | 16 يونيو 1961         | 10 سبتمبر 1963         |
|             | مؤسسة التمويل الدولية                     | 20 يوليو 1956         | 29 ديسمبر 1967         |
|             | الاتحاد البريدي العالمي                   | ?                     | ?                      |
|             | الاتحاد الدولي للاتصالات                  | 25 أغسطس 1914         | 18 أبريل 1962          |